# مولان علیا
مولان (mowlān) یک روستا در ایران است که در دهستان مهماندوست ، بخش کوراییم ، شهرستان نیر ، استان اردبیل واقع شده‌است. روستا مولان  ۵۱ نفر جمعیت و ۱۲ خانوار دارد.